# Varenna (torrente)
Il Varenna (Voëna in ligure) è un torrente il cui corso si sviluppa quasi interamente nel territorio del comune di Genova, tranne un breve tratto alla testata della valle, che appartiene al comune di Ceranesi. Il torrente, che attraversa l'omonima valle, è per lunghezza il terzo corso d'acqua della città di Genova, dopo Bisagno e Polcevera, e il quinto per superficie del bacino idrografico.

## Geografia fisica

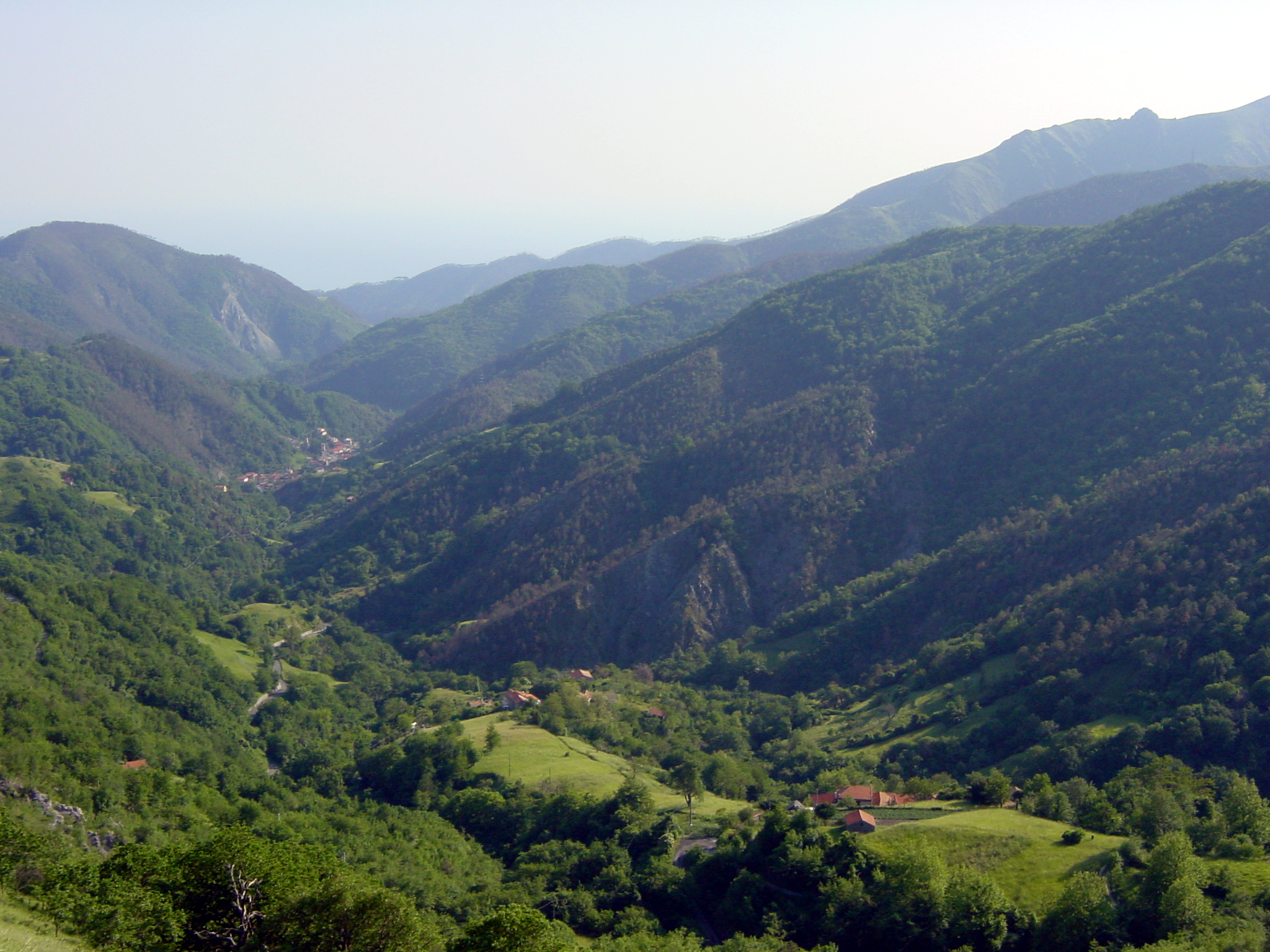
La Val Varenna da Vaccarezza verso il mare

Il torrente ha origine con il nome di rio Vaccarezza da sorgenti poste sotto al crinale tra il valico di Lencisa e il monte Proratado (928 m s.l.m.), posto sullo spartiacque ligure-padano tra le valli dei torrenti Polcevera e Varenna (sul versante ligure) e quella dello Stura di Ovada (sul versante padano).
Prende la denominazione di Varenna nella località Camposilvano, alla confluenza tra il rio Vaccarezza e il rio del Grillo, che nasce anch'esso dal monte Proratado. Il Varenna nel suo percorso tocca le frazioni di San Carlo di Cese, Carpenara e Granara e sfocia dopo 11 km sul litorale tra i quartieri di Pegli e Multedo. Il bacino idrografico ha una superficie di 21,96 km² ed è caratterizzato da un asse principale disposto in direzione nord-sud perpendicolare alla costa. La massima altitudine del bacino corrisponde al Monte Penello (995 m), situato lungo il crinale sul versante destro della valle.
I bacini idrografici contigui sono quelli dei torrenti Chiaravagna, Molinassi e Rostan a est, Polcevera a nord, Leira, Branega, San Pietro e Rexello ad ovest.

### Affluenti

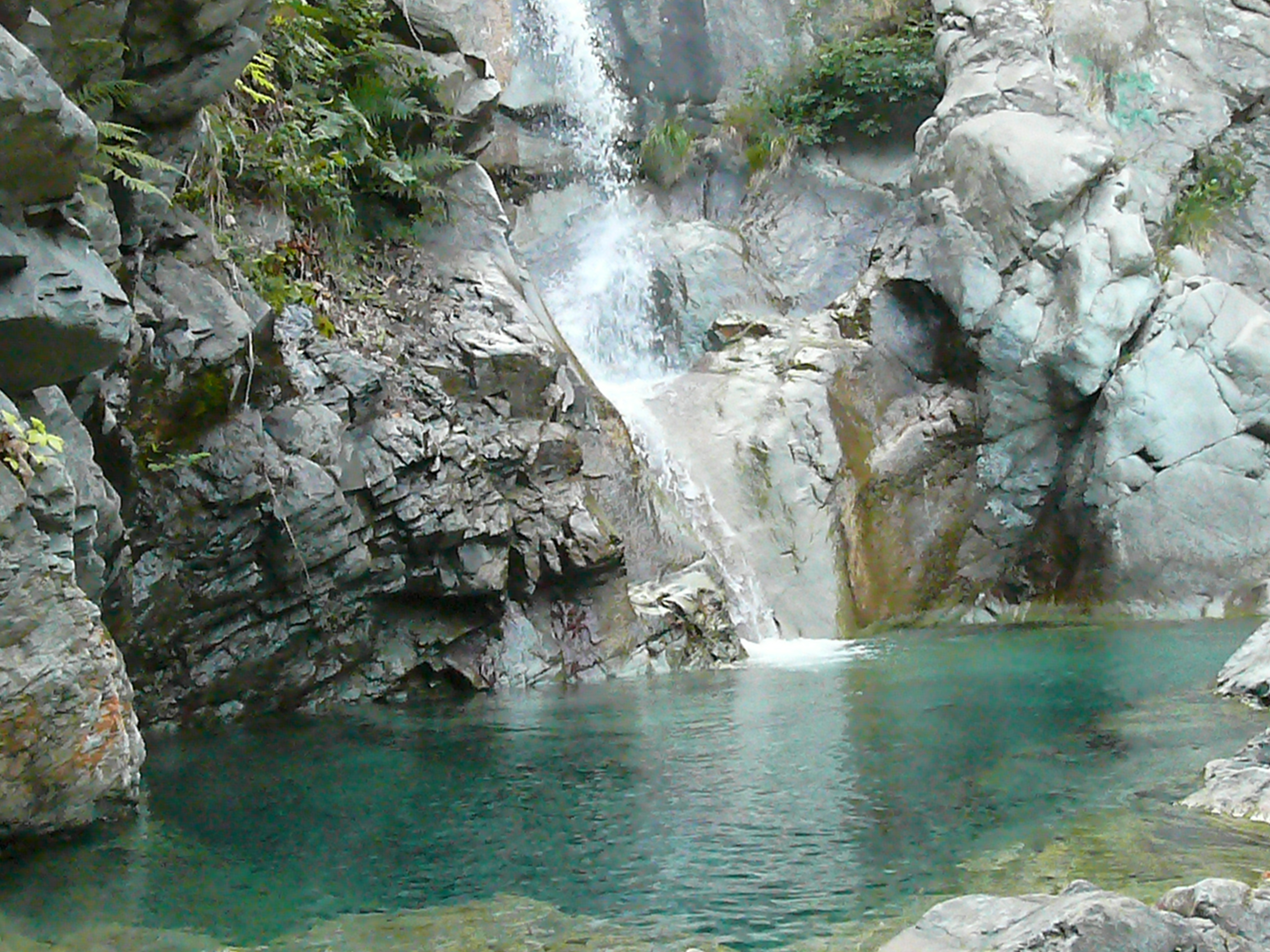
Cascata sul rio Gandolfi

Nel suo breve percorso raccoglie diversi rivi, ma solo pochi di essi, tutti sul versante destro, formano valli laterali di dimensioni significative.
Sulla destra orografica, da monte verso valle:
- Gandolfi: lungo 2,4 km, nasce dal monte Foscallo (987 m) e forma una delle valli laterali più ampie e di particolare interesse naturalistico; sfocia nel Varenna a valle di San Carlo di Cese.
- Taggia: è un breve rivo (1,45 km) che nasce dalla Costa del Corno.
- Cantalupo: il principale degli affluenti, è formato da diversi rivi che hanno origine dalle pendici meridionali dei monti Penello, Fontana Buona e punta del Corno; scorre in direzione nord-sud parallelamente al corso del Varenna, nel quale confluisce a Tre Ponti. L'asta principale del torrente misura 5,2 km.

Sulla sinistra orografica, da monte verso valle, si trovano solo brevi corsi d'acqua: rio dei Corvi, Lavino, Poma e Rozzano. Il maggiore di questi (circa 1,5 km) è il rio dei Corvi.

## Portata
Come la maggior parte dei corsi d'acqua della Liguria, il Varenna e i suoi affluenti sono caratterizzati da un regime torrentizio, con una portata assai modesta nei mesi estivi, tanto da essere spesso quasi in secca in questo periodo, mentre nei mesi autunnali sono possibili piene che hanno talvolta causato danni, inondazioni e frane, come avvenne durante l'alluvione del 23 settembre 1993.
La portata media annua alla foce è 0,8 m³/s, con un minimo in agosto (0,15 m³/s) e un massimo a novembre (1,23 m³/s), corrispondente al periodo di massima piovosità autunnale, concentrato nei mesi di ottobre e novembre. Si osserva uno sfasamento di circa un mese tra l'andamento delle piogge e quello delle portate, dovuto alla gradualità del rilascio idrico da parte del terreno e delle falde acquifere.
Le portate massime di piena, calcolate con modelli matematici, risultano  291 m³/s con tempo di ritorno di 50 anni,  374 m³/s con tempo di ritorno di 200 anni e  438 m³/s con tempo di ritorno di 500 anni.